# The Brighter Day
The Brighter Day – amerykańska opera mydlana. 

## Krótki opis
Serial, podobnie jak najdłuższa opera mydlana - Guiding Light - z początku był nadawany w radiu, a następnie został przeniesiony do telewizji. Emisja radiowa trwała od 1948 do 1956 r., natomiast emisja telewizyjna rozpoczęła się w 1954 i trwała do 1962 r. Tak samo jak w przypadku Guiding Light, serial po przeniesieniu do telewizji był jeszcze przez jakiś czas nadawany na antenie radia. The Brighter Day został wykreowany przez Irnę Phillips. Była to pierwsza opera mydlana, w której na kontrakcie pojawił się Afroamerykanin. Nie grał on w serialu zbyt długo, gdyż zdjęto go z anteny w 1962 r., w tym samym, w którym dołączył do obsady.

## Obsada
- Blair Davies jako Rev. Richard Dennis (1824 odcinki)[1]
- Mona Bruns jako ciocia Emily Potter (1819 odcinków)
- Hal Holbrook jako Grayling Dennis
- Mary Linn Beller jako Babby Dennis
- Brook Byron jako Althea Dennis
- Mary Michael jako Franny, gosposia
- Lois Nettleton jako Patsy Dennis
- Walter Brooke jako Donald Harrick
- Diane Gentner jako Sandra Talbot Dennis
- Jean Gillespie jako Dorie Blake
- Frances Reid jako Portia Manning
- Murial Williams jako Lydia Harrick
- Lilia Skala jako p. Dunbar
- Lori March jako Lenore Bradley
- Patty Duke jako Ellen Williams Dennis
- Peter Donat jako Steven Markley
- Joseph Sirola jako Peter Nino
- Charles Taylor jako Bud Clark
- Larry Weber jako Eliot Clark
- Mike Barton jako Chris Hamiliton
- Dean Harens jako dr Charles Fuller
- Bennye Gatteys jako Judith Potter
- Paul Langton jako Walter Dennis
- Geoffrey Lumb jako Mitchell Dru
- Don Penny jako Toby Ballard
- Benny Rubin jako Mort Barrows
- Mort Barrows jako dr Randy Hamiliton
- Herbert Nelson jako Max Canfield